# (6784) Bogatikov
(6784) Bogatikov est un astéroïde de la ceinture principale.

## Description
(6784) Bogatikov est un astéroïde de la ceinture principale. Il fut découvert le 28 octobre 1990 à Nauchnyj par Lioudmila Tchernykh. Il présente une orbite caractérisée par un demi-grand axe de 2,80 UA, une excentricité de 0,11 et une inclinaison de 5,1° par rapport à l'écliptique.

## Compléments